# Mbede
Mbede è una circoscrizione rurale (rural ward) della Tanzania situata nel distretto di Mpimbwe, regione di Katavi. Conta una popolazione di 19 248 abitanti (censimento 2022).